# Хлорпромазин
Хлорпромазинът (Chlorpromazine) е антипсихотичен препарат, разпространяван и под търговските марки торазин, ларгактил и аминазин.
През 1933 г. френската фармацевтична компания Laboratoires Rhône-Poulenc започва търсенето на нови антихистаминни препарати. Френският химик Пол Шарпентие през декември 1950 г. разработва в лабораториите на компанията серия съединения, включително хлорпромазина. Потенциалът на медикамента в психиатрията за първи път е разпознат от френския хирург и физиолог от френската армия Хенри Лаборит през 1951 г., опитвайки се в своя медицински курс да открие превантивни начини за преодоляване на хирургическия шок. Поради свойството на медикамента да повишава телесната температура, той бива използван като „анестезиологичен коктейл“. Лаборит открива, че в интравенозни дози от 50 до 100 mg, хлоропромазинът води до дезинтерес и до тенденция към сънливост.
Само няколко години след синтезирането му през 1950 година хлорпромазинът става широко използван при лечението на болни от шизофрения, които при приемането му в продължение на няколко седмици престават да чуват несъществуващи звуци и да се страхуват от несъществуващи неща.
В продължение на следващите 10 години е установено, че хлорпромазинът влияе върху дейността на невротрансмитерите, провеждащи сигнали между нервните клетки. Хлорпромазинът блокира рецепторите за невротрансмитера допамин. След доказване на положителното му действие върху мозъка, компаниите започват да произвеждат нови лекарства, които не притежават недостатъците на хлорпромазина. Днес съществуват много такива медикаменти, като Risperdal, Zyprexa, Seroquel, Geodon и Abilify. Всички те блокират сигналите от рецепторите към мозъка. Хлорпромазинът се използва като седатив и успокоително, а също и при вземане на ЛСД или друг халюциноген като „контра“ на „бад трип“.